# Sebastian Janikowski
Sebastian Janikowski (Wałbrzych, 2 de marzo de 1978) es un exjugador de fútbol americano nacido en Polonia. Jugó 18 temporadas en la NFL, principalmente para los Oakland Raiders. Actuaba en la posición de pateador.

## Trayectoria
Janikowski jugó al fútbol en las categorías juveniles del club Górnik Wałbrzych de su Polonia natal, siendo incluso convocado para entrenar con la selección de fútbol sub-17 de Polonia. Sin embargo dejó su país en 1994 para mudarse a los Estados Unidos y vivir junto a su padre, el futbolista Henryk Janikowski, que se había instalado en tierras norteamericanas tras su retiro como deportista profesional. Continuó jugando al fútbol en escuelas de Orlando y Daytona Beach, en Florida, donde también empezó a incursionar en la práctica del  fútbol americano como pateador.
Fue reclutado en 1997 por la Universidad Estatal de Florida, por lo que jugó al fútbol americano universitario con los Seminoles en la Atlantic Coast Conference por tres temporadas. 
Se presentó al Draft de la NFL de 2000, donde fue elegido por los Oakland Raiders en la primera ronda, algo que causó sorpresa ya que es muy inusual que los equipos de la liga usen sus primeros turnos de selección para incorporar a un pateador. Poco después protagonizó un incidente policial, en el cual trató de sobornar a un policía para que no arrestase a un amigo suyo, lo que derivó en un juicio en su contra del que salió sobreseído.
En la NFL desarrolló una extensa carrera, que se extendió por 18 temporadas: 17 con los Oakland Raiders y 1 con los Seattle Seahawks. En total jugó 284 partidos, en los que anotó un total de 1913 puntos. Entre sus récords figuran el gol de campo de 57 yardas que anotó contra los New York Jets el 19 de octubre de 2008 -el cual es considerado la anotación más lejana en un tiempo extra- y el intento más largo de gol de campo al buscar anotar desde 76 yardas en un encuentro ante los San Diego Chargers el 28 de septiembre de 2008. Asimismo tiene el mérito de haber acertado 58 goles de campo pateados desde una distancia mayor a las 50 yardas.
Su mejor campaña personal fue durante la temporada 2010, en la que terminó anotando 142 puntos, lo que le valió que fuese convocado para el Pro Bowl de 2011. 